# Cucullia asteroides
Cucullia asteroides är en fjärilsart som beskrevs av Achille Guenée 1852. Cucullia asteroides ingår i släktet Cucullia och familjen nattflyn. Inga underarter finns listade i Catalogue of Life.